# جرج بورگ الیویه
جرج بورگ الیویه (مالتی: Ġorġ Borg Olivier؛ ۵ ژوئیه ۱۹۱۱ – ۲۹ اکتبر ۱۹۸۰) وکیل و سیاستمدار اهل مالت بود. وی دو بار از ۲۰ دسامبر ۱۹۵۰ تا ۱۱ مارس ۱۹۵۵ و سپس از ۵ مارس ۱۹۶۲ تا ۲ ژوئن ۱۹۷۱ نخست‌وزیر مالت بود.
جرج بورگ الیویه در ۲۹ اکتبر ۱۹۸۰، در سن ۶۹ سالگی درگذشت.